# Gerti Gordon
Gerti Gordon, auch Gerty Gordon und Gerdina Gordon (geboren am 10. November 1933 in Wien; gestorben am 7. Dezember 2016 ebenda) war eine österreichische Tänzerin, Schauspielerin und Opernsängerin.

## Leben
Gerti Gordon begann 1959 als Filmschauspielerin zu arbeiten, später kamen auch Verpflichtungen als Schauspielerin ans Theater in der Josefstadt und an das Wiener Volkstheater hinzu. Am Landestheater Salzburg spielte sie unter anderem in William Shakespeares Was ihr wollt. Gordon scheute aber auch nicht vor dem Boulevardtheater zurück; so sah man sie beispielsweise Mitte der 1970er Jahre an den Wiener Kammerspielen an der Seite von Georg Thomalla in Der Mann, der sich nicht traut.
Von 1977 bis 2002 war Gordon als Sängerin und Schauspielerin an der Volksoper Wien tätig. Dort trat sie an der Seite bekannter bzw. bedeutender Sänger und Darsteller wie Peter Minich, Fred Liewehr, Karl Dönch, Dagmar Koller und Herbert Prikopa auf. Im Sommer 1980 war sie bei den Operettenwochen Bad Ischl die Herzogin Ludovika in der Operette Sissy, wo sie in ihrer Rolle „gut eingesetzt“ war.
Gerti Gordon war verheiratet mit dem Schauspieler und Regisseur Franz Messner. Aus dieser Ehe gingen zwei Töchter, Claudia Messner und Nicole Messner, hervor.

## Filmografie (Auswahl)
- 1959: Das Nachtlokal zum Silbermond
- 1960: Schlagerparade 1960
- 1960: Das Rätsel der grünen Spinne
- 1960: Meine Nichte tut das nicht
- 1960: Orientalische Nächte
- 1961: Am Sonntag will mein Süßer mit mir segeln gehn
- 1961: Schlagerparade 1961
- 1961: Schön ist die Liebe am Königssee
- 1961: So liebt und küßt man in Tirol
- 1963: Apartment-Zauber
- 1967: Fiesko, der Salamikramer
- 1966: Katzenzungen (Theater-Fernsehaufzeichnung)Katzenzungen
- 1970: Der Kurier der Kaiserin
- 1972: Schule der Frauen
- 1975: Tatort: Urlaubsmord
- 1976: Sonntagsgeschichten
- 1978: The Boys from Brazil
- 1987: Gewitter im Mai